# Зачарованная Катя
«Зачарованная Катя и тайна пропавшего мага» (англ. Enchanted Katya and the mystery of the lost wizard) — компьютерная аркадная игра, разработанная русской компанией Фамилия Геймз, входящей в холдинг Группа компаний Фамилия. Релиз игры в США состоялся 4 мая 2009 года, в России 18 июня 2009 года, в Европе 2 июля 2009 года.
Игра распространяется как на дисках, так и через интернет. Издатель в России — компания Бука.

## Сюжет
Студентка школы высшего магического искусства, красивая девушка Катя жила в волшебной стране Графландии и стажировалась в лавке известного мага и чародея Тукка. Тукк прославился благодаря своим опасным приключениям и странствиям в поисках таинственных артефактов и ингредиентов. Все шло хорошо, пока однажды чародей не вернулся из очередного путешествия крайне озабоченным. А на следующий день он просто исчез. В связи с этим Кате необходимо не только взять управление лавкой в свои руки, но и разгадать тайну пропажи своего учителя.

## Ключевые особенности игры
- Живая история исчезновения мага, владельца магазина, откроется в виде увлекательных комиксов
- Более 50 уровней и два игровых режима

## Прокат
Игра стартовала в США на портале SpinTop Games 4 июня 2009 года. За этим последовал ряд стартов на других порталах:
- Playfirst
- AOL
- Bigfishgames
- IWin
- Oberon
- Shockwave и других

По данным ресурса Casual Charts, «Зачарованная Катя» занимала ведущие места в чартах Iwin, Playfirst и Shockwave.
В конце мая 2009 компания Бука анонсировала запуск игры в России, 18 июня 2009 состоялся релиз.
2 июля 2009 года игра вышла в Германии на немецком портале Bigfishgames.

## Отзывы и критика
Игра имела смешанные отзывы критиков.
Игроки же в целом тепло приняли игру, указав, тем не менее, на ряд недостатков, таких как медлительность главной героини и скомканность сюжета.

## Сиквел
15 июня 2009 продюсер игры, Павел Эльяшевич, анонсировал продолжение — Зачарованная Катя 2.
Релиз должен был состояться в 2010 году, но проект был закрыт.